# Иван Голац
Иван Голац (Копривница, 15. јун 1950) је бивши југословенски и српски фудбалер а касније и фудбалски тренер. Најпознатији је као играч и тренер ФК Партизан. У Уједињеном Краљевству је упамћен као један од првих страних играча који је играо на острву и то за ФК Саутхемптон, али и као тренер који је са Данди јунајтедом освојио Куп Шкотске.

## Играчка каријера
Рођен је у Копривници, СР Хрватска, једној од република тадашње ФНР Југославије. Голац се у његовим младим годинама сели у Београд где се придружује подмлатку ФК Партизан, да би касније када је стасао, заиграо и за први тим Партизана. Он је играо 350 пута за овај клуб и са њим је освојио и југословенско државно првенство два пута, 1976. и 1978. године. Током тих година је дебитовао и у фудбалској репрезентацији Југославије.
Иван Голац наставио је каријеру у Енглеској, када је 1978. потписао за Саутхемптон. Био је један од првих странаца у острвском фудбалу а у тиму "светаца" је провео пуне четири сезоне док је још једну провео на позајмицама играјући за Борнмут и Манчестер сити. Острвску каријеру завршава играјући за Портсмут. У периоду док је играо за Саутхемптон, највећи успеси са клубом су му били једно друго место у Дивизији 1, као и финале Лига купа 1979. године.

## Тренерска каријера
На почетку тренерске каријере је водио Јединство из Брчког а затим и шабачку Мачву.
Као помоћник Момчилу Вукотићу, у сезони 1988/89, учествовао je у освајању Купа Југославије након пуне 32 године, да би након Вукотићеве оставке у јесен 1989. постао први тренер Партизана. Скоро до краја те сезоне био је на месту тренера, а из тог периода памте се утакмице против тимова као што су Селтик и Гронинген, када је Партизан играо прави "острвски" фудбал, за гол више. Партизан је успео да елиминише Селтик из Купа победника купова, после утакмице за историју, када је после победе од 2:1 у Мостару, у гостима изгубио од Шкота са 5:4, али је због више голова датих у гостима Партизан прошао у следећу рунду. Следи Гронинген и још једна голеада у гостима (3:4) а у Београду победа Партизана од 3:1. Ипак, на пролеће, јачи од тима из Хумске био је Динамо Букурешт. У шампионату и купу Југославије, Партизан је под вођством Ивана Голца такође одиграо неколико невероватних утакмица, од којих су највише у сећању победа у купу против Динама од 3:2 после преокрета, као и невероватна првенствена утакмица против Осијека у Београду, када је Партизан после предности од 3:0 дозволио Осјечанима да поведу 4:3, да би потом Партизан дао још 3 гола и решио меч у своју корист резултатом 6:4!
Године 1994. тренирајући Данди јунајтед, Иван Голац осваја шкотски ФА куп, победом у финалу против славног Ренџерса од 1:0. Био је то први куп који је Данди јунајтед освојио у историји. Након Данди јунајтеда, седео је на клупама исландског Акранеса, смедеревског Сартида и украјинских Карпата.